# 松木伸仁
松木 伸仁（まつき のぶひと、9月15日 - ）は、日本の男性ナレーター、声優。栃木県出身。
ドクナーズ・ジャパン（旧：ウエ・エンタテインメント）所属。以前はベストポジション、ぷろだくしょん★A組、エーエス企画に所属していた。

## 出演

### テレビアニメ
- 犬夜叉（2000年、武将）
- 鋼の錬金術師（2004年、男B）

### ゲーム
- グリザイアの果実 -LE FRUIT DE LA GRISAIA-（2013年、榊道昭）

### ドラマCD
- R.U.S.E.
- ルボー・サウンドコレクション 「少年四景」～小野塚カホリ作品集～（男D）

### 吹き替え

#### ドラマ
- CIA:ザ・エージェンシー
- チャームド2〜魔女3姉妹〜 第2シーズン（男4）
- 名探偵モンク 第2シーズン

#### 映画
- キムと森のオオカミ
- キラーズ・コード
- 史上最強スパイMr．タチマワリ ～爆笑世界珍道中～
- チルドレン・オブ・ザ・デッド
- ビンテージ・ラブ ～弟が連れてきた彼女～
- プリティ・イン・ニューヨーク
- 夢見る頃を過ぎても (映画)
- ロード・オブ・ザ・リング/王の帰還

#### アニメ
- 鉄拳戦士アイアン・キッド（ボタンズ）

### ナレーション

#### ビデオパッケージ
- マイクロソフト
- アドビ
- 白夜書房
- 日本重化学工業展示会用VTR

#### CM
- 松井証券
- 日野自動車「日野・デュトロ」
- モバイルゲーム「ヒーローズ」

### ボイスオーバー
- CS ディスカバリーチャンネルコリア「ひきさかれた朝鮮半島」
- CS ディスカバリーチャンネルコリア「アメリカ潜水艦隊の軌跡」
- DVD ドリーン・バーチュー「エンジェルカードリーディング」

### その他コンテンツ
- 舞台：カナダ現代演劇際2007「ハーフ・ライフ」 -　スタンレー 役、語り
- オトナ語の謎。（テレビ東京）
- イーラーニング日本語検定問題集
- 成田国際空港 エスカレーター自動音声
- パナソニック お風呂家電シリーズ
- 学研学習教材